# 17e régiment d'infanterie légère
 (décembre 2011).
Le 17e régiment d'infanterie légère est un régiment de l'Armée française créé sous la Révolution française. Il se distingue lors des grandes batailles de l'épopée napoléonienne : Ulm, Austerlitz ou Wagram.
En 1854, il est transformé et prend le nom de 92e régiment d'infanterie.

## Création et différentes dénominations
- février 1793 : Formation du 17e bataillon de chasseurs
- Lors de la réorganisation des corps d'infanterie français de 1793 la 17e demi-brigade légère de première formation n'a pas été formée. Elle a été remplacée par la 17e demi-brigade légère bis de première formation.
- 10 avril 1796 : transformé en 17e demi-brigade légère de deuxième formation
- 1803 : renommée 17e régiment d'infanterie légère.
- 16 juillet 1815 : comme l'ensemble de l'armée napoléonienne, il est licencié à la Seconde Restauration
- 11 août 1815 : création de la légion du Var.
- 10 février 1821 : renommée 17e régiment d'infanterie légère.
- En 1854, l'infanterie légère est transformée, et ses régiments sont convertis en unités d'infanterie de ligne, prenant les numéros de 76 à 100. Le 17e régiment d'infanterie légère prend le nom de 92e régiment d'infanterie de ligne.

## Colonels/Chef de brigade
- 1795 : Defranc (?) - Chef de brigade
- 1796 : Fornest (?) - Chef de brigade
- 1799 : Dominique Honoré Antoine Marie Vedel - Chef de brigade (**)
- 1803 : Dominique Honoré Antoine Marie Vedel - Colonel (**)
- 1805 : Marc Cabanes de Puymisson - Colonel (*)
- 1807 : Jean-Pierre Dellard - Colonel (*)
- 1809 : Georges Emmanuel Beuret - Colonel (*)
- 1814 : Alexis Louis Francois Paul Benjamin Barre-Chabans - Colonel
- 1820 : colonel chevalier Barré
- 1823 : colonel baron Durye
- 1830 : colonel Sevenne
- 1833 : colonel Corbin
- 1839 : colonel Bedeau
- 1841 : colonel Henri d'Orléans, duc d'Aumale
- 18/02/1843 - 10/07/1848 : Colonel Levaillant (**)
- 15 juillet 1848 : colonel Alcide Ferdinand Gresy (° 1803-† 1861)
- 1852 : colonel de la Moussaye

(*) Ces officiers sont devenus par la suite généraux de brigade.

(**) Ces officiers sont devenus par la suite généraux de division.
Colonels blessés alors qu'ils commandaient le 17e RIL pendant cette période :
- Colonel Cabanes de Puymisson : blessé le 17 octobre 1805 et à nouveau le 20 mars 1809
- Colonel Beuret : Blessé le 3 avril 1811

Officiers tués ou blessés en servant au 17e Régiment d'Infanterie Légère sous l'Empire (1804-1815) :
- Officiers tués : 31
- Officiers morts à la suite de leurs blessures : 15
- Officiers blessés : 124

## Historique des garnisons, combats et bataille du17eRIL

### 17ebataillonde chasseurs
Le 17e bataillon de chasseurs est formé en février 1793 à partir des éléments provenant de la dissolution des 2e, 3e et 4e bataillons de volontaires de Corse et d'effectifs divers levés en Corse.
Le 17e bataillon de chasseurs se disperse dès son débarquement à Nice.

### 17edemi-brigadelégère de première formation
Lors de la réorganisation des corps d'infanterie français de 1793 le 17e bataillon de chasseurs qui devait former le noyau de la 17e demi-brigade légère de première formation ayant prématurément disparu n'a pas été formée.
 Elle a été remplacée par la 17e demi-brigade légère bis de première formation formée à Strasbourg par l'amalgame des :
- 1er bataillon de la légion des Alpes
- 2e bataillon de volontaires de l'Allier
- 9e bataillon de volontaires de l'Ain également appelé 1er bataillon de volontaires de Châtillon

Elle fait les campagnes de l'an III et de l'an IV à l'armée de Rhin-et-Moselle.

### 17edemi-brigadelégère de deuxième formation
Le 10 avril 1796 la demi-brigade est transformée en 17e demi-brigade légère de deuxième formation avec l'amalgame des :
- 1re demi-brigade légère de première formation (1er bataillon de chasseurs (ci-devant Royal de Provence), 8e bataillon de volontaires de la Gironde et 1er bataillon des Vengeurs levé dans le Midi)
- 32e demi-brigade légère de première formation (32e bataillon de chasseurs, 4e bataillon de chasseurs francs du Nord et bataillon de chasseurs du Hainault)
- Un bataillon d'infanterie légère formé à l'armée d'Italie

La 17e demi-brigade fait les campagnes de l'an IV, de l'an V, de l'an VI et de l'an VII à l'armée d'Italie et celle de l'an VIII et de l'an IX à l'armée de Réserve.

La 17e légère se distingue, en 1797, à la bataille de Rivoli (14 janvier), en 1799 lors de l'affaire de Bussolengo (26 mars), et lors des 1er et 2e combats du Mont-Thonal, les 23 et 31 décembre 1800.
- 1796 : campagne d'Italie : Montelegino, Montenotte, Dego, Mondovi, Fombio, Lodi, Borghetto, Lonato, Castiglione, Caliano, Rivoli, Lavis, Saint-Michel, Klausen, Milbach
- 1799 : Bussolengo, Magnano, Bresica, Cassano, Bassignano, San-Giuliano, Novi, et Fossano
- 1801 : Tonai, Storo, et Trente

### 17erégimentd'infanterie légère
En 1803 la 17e demi-brigade est renommée 17e régiment d'infanterie légère et formée à 3 bataillons.
Le 17e léger fait les campagnes de l'an XII et de l'an XIII au camp de Saint-Omer, celles de l'an XIV  au 4e corps de la Grande Armée, celles de 1806, 1807 et 1808 au 5e corps de la Grande Armée, celle de 1809 à l'armée d'Espagne, celles de 1810, 1811 et 1812 à l'armée de Portugal et celles de 1813 et 1814 aux armées d'Espagne et des Pyrénées.
- 1805 :
  - bataille d'Ulm
  - Bataille d'Hollabrunn
  - 2 décembre : Bataille d'Austerlitz
- 1806 : batailles de Saalfeld, d'Iéna, de Prentzlow, de Pułtusk
- 1807 : batailles d'Eylau, d'Ostrołęka, de Friedland
- 1809 :
  - Campagne d'Espagne : Chaves, Vigo, Braga, et Porto,
  - Campagne d'Autriche : Essling et Wagram
- 1810 : Biscarette et Busaco
- 1811 : Sabugal
- 1812 : Arapiles
- 1813 :
  - Campagne d'Espagne : Pampelune, Bidassoa, Bayonne
  - Campagne d'Allemagne : Wachau, Leipzig, Hanau
- 1814 : Campagne de France :
  - 14 février 1814 : Bataille de Vauchamps
  - Bataille de Bar-sur-Aube,
  - Bataille d'Arcis-sur-Aube,
  - Bataille de Saint-Dizier

L'ordonnance royale du 12 mai 1814 parlant réorganisation de l'armée et réduisant à quinze le nombre des régiments d'infanterie légère, met fin à l'existence du  17e régiment, dont les éléments sont versés dans différents corps :
- les 1er, 2e et 3e bataillons entrèrent dans la composition du 10e régiment d'infanterie légère
- le 4e bataillon dans celle du 57e régiment de ligne, qui prit le no 53
- le 5e bataillon dans celle du 100e régiment de ligne, qui prit le no 81
- le 6e bataillon dans la composition du 1er régiment d'infanterie légère

### Légion du Var
De 1816 à 1819 dislocation de la grande armée. Création à la place de légions départementales. En 1820, réapparition de 64 régiments d'infanterie de ligne et de 20 régiments d'infanterie légères. 11 régiments d'infanterie de ligne et 5 régiments d'infanterie légère seront créés par la suite.
La légion du Var est créée en exécution de l'ordonnance royale du 15 juillet 1815, est organisée en février 1816, avec le fond de l'ancien 84e régiment d'infanterie et le 3e bataillon du régiment de Royal-Louis

### 17erégimentd'infanterie légère
Par ordonnance royale du 23 octobre 1820, le 17e régiment d'infanterie légère est formé à Perpignan avec les 2 bataillons de la légion du Var
1830 : Une ordonnance du 28 août créé le 3e bataillon du 17e léger
En 1833 et 1834, les 1er et 2e bataillons sont affectés à la division des Pyrénées-Orientales.
En 1834, le roi Louis-Philippe se résout à maintenir la présence française en Algérie, mais choisit de restreindre l’occupation à certaines positions côtières. Le reste du pays est laissé sous le contrôle de princes maghrébins sur lesquels la France espère exercer une suzeraineté, mais auxquels elle s’affronte bientôt.
Les 2 bataillons participent aux campagnes de 1835 à 1841 à l'armée d'Afrique.
Le 1er décembre 1835 le régiment s'illustre lors du combat sur la Sig puis au combat au passage du bois d'Abrack, le 2 du même mois.
En janvier et février 1836 il participe à l'expédition de Tlemcen au combat de la Sickack le 6 juillet 1836 puis en octobre 1837 à la seconde expédition de Constantine ainsi qu'à l'assaut et la prise de cette place, le 13 octobre 1837.
Prise de Constantine
Le 10 octobre, toutes les pièces d'artillerie de 24 sont placées sur la colline, et le 11 octobre les forces françaises commencent à lancer leurs boulets contre les murs, entre les portes Bal-el-Oued et Bab-el-Decheddid.

« Le gouverneur, le duc de Nemours, le général Perregaux, chef d’état-major, se rendirent de Mansourah à Coudiat-Aty pour observer les effets produits par les batteries de brèche. La communication entre ces deux positions n’a jamais été interrompue, mais le passage du Rummel était toujours dangereux. 300 Arabes environ campaient sur les hauteurs auprès de l’aqueduc colossal des Romains ; leur quartier général était à une petite demi-lieue au sud de Coudiat-Aty. Ces derniers s’approchèrent quelquefois des tirailleurs français jusqu’à une demi-portée de fusil.
Dans la matinée du 12, la brèche était devenue large. Vers huit heures, le gouverneur fit cesser le feu parce qu’il attendait le retour d’un parlementaire envoyé dans la ville pour sommer les habitants de se rendre.
Après la mort du général Damrémont, un conseil de guerre fut convoqué et le commandement de l’armée fut confié au général d’artillerie Valée, vétéran de l’Empire. Le général Valée, homme opposé au système de négociations et de traités que les français avaient adopté depuis quelque temps, donna sur-le-champ l’ordre de doubler le nombre et la célérité des coups.
Le 13, la première colonne d’attaque française fut formée par un bataillon de Zouaves, deux compagnies du 2e léger, la compagnie franche et une partie du génie sous le commandement du colonel Lamoricière. La seconde colonne d’assaut se composait des compagnies d’élite du 17e léger et du 47e de ligne, des tirailleurs d’Afrique et de la légion étrangère. Le colonel Combe, qui la commandait, arriva devant la brèche au moment où les Zouaves demandaient des échelles.
La ville de Constantine avait encore au moment de l’assaut 6 000 défenseurs. Les habitants continuèrent quelque temps encore leur résistance dans les rues, pour s’assurer la retraite vers la Kasbah et une issue hors la ville. Vers 9 heures, le drapeau tricolore avait remplacé sur le rocher le drapeau rouge. »
On le retrouve à l'expédition de Sétif et aux combats des 16 et 17 décembre 1838 puis dans l'expédition des Bibans, en octobre et novembre 1839, dans combat entre le camp de Blida et la Chiffa contre les troupes régulières d'Abd-el-Kader, le 31 décembre 1839. Il se distingue dans le combat de l'Affroun, le 27 avril 1840, à l'attaque et prise du col de Mouzaïa, le 12 mai suivant puis dans le combat dans le défilé du bois des Oliviers, et second combat du bois des Oliviers, les 20 mai et 15 juin de la même année.
Le duc d’Aumale, fils du roi, devient colonel du 17e régiment d’infanterie légère à 19 ans en 1841.
En 1849, le régiment rejoint l'armée des Alpes
En 1855, l'infanterie légère est transformée, et ses régiments sont convertis en unités d'infanterie de ligne, prenant les numéros de 76 à 100. Le 17e prend le nom de 92e régiment d’infanterie de ligne et hérite des traditions et des batailles et de l'histoire du 17e léger en filiation principale.

## Faits d'armes faisant particulièrement honneur au régiment (17erégimentd'infanterie légère)
À Rivoli, le 14 janvier 1797, le 17e léger d'infanterie a dès l’aube bousculé à la baïonnette les postes avancés autrichiens. Il est lancé sur une colonne ennemie de renfort et l’attaque furieusement en la précipitant dans les gradins de l’Incanenal. Une nouvelle attaque confirme la victoire.
À Austerlitz, c’est sur l’appel de Napoléon lui-même que le 17e occupe le poste de Santon, point d’appui au Nord du dispositif. Tous les efforts de l’Armée austro-russe viennent s’y briser.
À Iena, le 17e léger d'infanterie attaque la ligne prussienne et l’enfonce en la poursuivant victorieusement jusqu’à Issersdaet.
Il se distingua lors de la prise de Constantine le 13 octobre 1837. À Constantine, le régiment s’illustre à l’assaut de cette inexpugnable forteresse. Ses braves voltigeurs se ruent sur la brèche, neutralisent les canonniers ennemis et pénètrent dans la place après une lutte acharnée.

## Personnalités
- Jean-Baptiste Deshayes, (1774-1813) colonel tué lors de Bataille de Dresde.
- Dominique Honoré Antoine Vedel en tant que chef de bataillon puis chef de brigade